# Simon Tibor (labdarúgó, 1965–2002)
Simon Tibor (Budapest, 1965. szeptember 1. – Budapest, 2002. április 23.) labdarúgó, a Ferencvárosi TC válogatott játékosa, edző.

## Pályafutása
Játékos pályafutását a Pénzügyőrben, a kölyökcsapatban kezdte, majd a Központi Sportiskola ifi-csapatában folytatta. A Ferencváros leigazolta, első mérkőzését a Fradiban nemzetközi mérkőzéssel kezdte, 1985. augusztus 26-án a Kassa VVS Kosice elleni (0-0) találkozón, majd több mint 10 évig volt a ferencvárosi védelem meghatározó alakja.
Ez alatt az időszak alatt a Ferencvárossal három bajnoki címet nyert, 1992-ben, 1995-ben és 1996-ban, valamint Magyar Kupát és Szuper Kupát (1993, 1994, 1995) is.
1997-ben egy idényben a BVSC csapatához került, majd ismét a Ferencváros játékosa volt 1999-ig, amikor végleg abbahagyta fradista pályafutását.
1999 és 2001 között már edzőként, de játékosként is a BVSC és a REAC csapatának volt az edzője, ekkor került utolsó csapatához edzőként, a MATÁV Sopronhoz, 2001 decemberében.
Első válogatott mérkőzése 1989. november 15-én Sevillában volt, ahol a magyar válogatott 4-0 arányú vereséget szenvedett a spanyol nemzeti válogatottól.
A Ferencváros színeiben összesen 338 mérkőzést játszott (196 bajnoki, 87 nemzetközi és 55 hazai díjmérkőzést), míg a magyar válogatottnak 16-szor volt tagja.

## Halála
2002. április 21-én a Kispest elleni bajnoki mérkőzés után nem utazott vissza Sopronba a csapatával, megvacsorázott a saját tulajdonában lévő Hegedűs Gyula utcai éttermében, majd egy születésnapi összejövetelre ment el a Mammut bevásárlóközpontnál lévő „Caffe Allure” bárba. Az ünneplés közben a pezsgő kinyitásakor a pezsgő kifutott, más vendégekre is ráspriccelt.
A két társaság összeszólalkozott, a vitába beleavatkozott a szórakozóhely biztonsági személyzete is, aminek következtében tettlegességre is sor került. Simon az utcára menekült, de a verekedés itt is folytatódott. Miután Simon a földre került, fejére feltehetően viperával több csapást mértek, majd a magatehetetlenül fekvő testet a biztonsági emberek otthagyták. A mentőket egyik barátja hívta ki. Miközben teste az úttesten feküdt, egy arra járó készenléti rendőr autó is elütötte, ám halálát nem ez okozta. A kiérkezett mentők még tudtak beszélni vele, majd elvesztette eszméletét. 
A Simont bántalmazó biztonságiak között volt egy szabadnapos készenléti rendőr törzsőrmester is, akit az eset után állásából parancsnoka felfüggesztett.
Súlyos koponya- és agysérüléssel a Szent János Kórházba vitték, ahol azonnal megoperálták. A következő két napon három koponyaműtétet is végrehajtottak rajta (vérömlenyeket távolítottak el, majd a koponyára nehezedő nyomást csökkentették). Kedd reggel még úgy tűnt, a beavatkozások sikeresek lesznek. Kedd este Simon állapota válságosra fordult, az agyhalál tünetei jelentkeztek, és 2002. április 23-án 23 óra körül belehalt sérüléseibe. A halottkém a szemgolyóját a koponyaüreg hátsó részében találta meg, ami szinte egyértelműen gumibot általi „kivégzésre” utal.

## Pályafutásának adatai, díjai
Csapatai: Pénzügyőr kölyök, KSI ifi, Ferencváros (1985-1996), (1997-1998), BVSC (1997. tavasz), (1999-2001), REAC (2001. ősz)
NB I-es mérkőzéseinek száma: 204, 2 gólt szerzett.
Mérkőzésszáma a Ferencvárosban: 338 (196 bajnoki, 87 nemzetközi, 55 hazai díjmérkőzés)
Góljainak száma: 7 (2 bajnoki, 2 nemzetközi, 3 hazai díjmérkőzés)
Bajnoki címek: 1991-92, 1994-95, és az 1995-96-os szezonban
Magyar Kupa győzelem: 1993, 1994, 1995
Szuper Kupa győzelem: 1993, 1994, 1995
Jubileumi mérkőzései: 100. bajnoki: FTC-Rába ETO 6-0 (1992). 100. FTC díjmérkőzés: Norwich City-FTC 2-0 (1990), 200. FTC díjmérkőzés: FTC-PMSC 1-0 (bajnoki mérkőzés, 1993), 300. FTC díjmérkőzés: FTC-Békéscsaba 3-0 (bajnoki mérkőzés, 1995)
Díjai, elismerései:
Fradi-futballkedvencek Kupája (1994 és 1995)
Fradi-aranyszív medál (1992 és 1995)
Válogatottbeli szereplések száma:16, első válogatottsága: 1989. november 15., Sevilla: Spanyolország-Magyarország 4-0, utolsó válogatottság: 1995. október 11., Zürich: Svájc-Magyarország 3-0
Edzői pályafutása: BVSC (játékos-edző, 1999-2001), REAC (játékos-edző, 2001. ősz), Matáv-Sopron (vezetőedző, 2002. tavasz)
 Ferencváros
- Magyar bajnokság
  - bajnok (3): 1992, 1995, 1996
  - ezüstérmes (3): 1989, 1991, 1999
  - bronzérmes (3): 1990, 1993, 1997
- Magyar Kupa
  - győztes (4): 1991, 1993, 1994, 1995
- Magyar szuperkupa
  - győztes (2): 1994, 1995
  - döntős (1): 1992
- Bajnokok ligája
  - csoportkör (1): 1995-1996

## Halála után

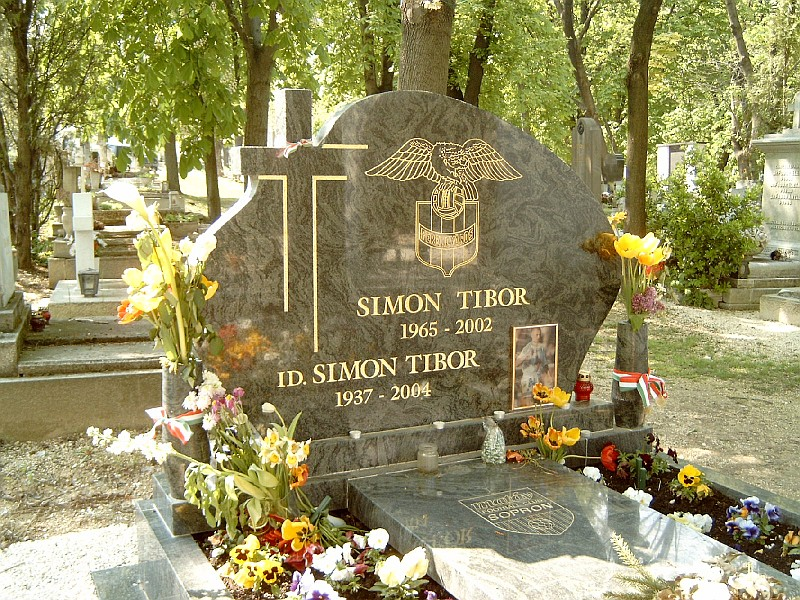
Simon Tibor sírja Budapesten, a Farkasréti temetőben: 1-1-509

- Lezárult az a büntetőeljárás, amely a verekedésben részt vevő biztonságiak (köztük a felfüggesztett rendőr törzsőrmester) ellen indult.
 A végső ítéletet 2007 januárjának utolsó napjaiban mondták ki, eszerint az első fokon eljáró Fővárosi Bíróság 2004-ben emberölés miatt 8 és 12 év közötti szabadságvesztéseket szabott ki, ám azt a döntést a tábla 2005-ben megalapozatlanság miatt hatályon kívül helyezte. A megismételt eljárásban az elsőrendű vádlott bűnösségét már csupán halált okozó súlyos testi sértés, társaiét pedig garázdaság miatt mondta ki a Fővárosi Bíróság, és éppen annyi szabadságvesztésre ítélte őket, amennyivel a korábban letöltött előzetes letartóztatást beszámítva még nem kellett börtönbe vonulniuk. Ezt a határozatot az ítélőtábla a másodrendű vádlott esetében úgy változtatta meg, hogy másfél éves szabadságvesztését két és fél évre súlyosította, így a lehetséges kedvezményeket figyelembe véve is legalább hét hónapra kellett visszamennie a börtönbe.
A másodrendű vádlott esetében a bíróság azért súlyosította a szabadságvesztést, mert a férfi többször volt büntetve, továbbá a vádbeli cselekménysorozatban társainál súlyosabban értékelhető magatartást tanúsított.
- Az FTC megkérte és megkapta a Magyar Labdarúgó Ligától azt az engedélyt, hogy a 2-es mezét (Simon egykori mezének számát) visszavonja, azaz a jövőben nem léphet ilyen számú mezzel pályára felnőtt ferencvárosi játékos.[2]
- Az Üllői úton búcsúmérkőzést rendeztek tiszteletére.
- Simon Tibor-díj: Dragóner Attila, Lipcsei Péter, Mátyus János és Szűcs Lajos alapították meg a Simon Tibor-díjat, melyet a szurkolók szavazatai alapján egy felnőttnek, a szakvezetők szavazatai alapján pedig egy ifjúsági játékosnak ítélhetnek oda. (Eddigi díjazottak: 2006: Laczkó Zsolt, 2005: Nagy József, 2004: Dragan Vukmir, Somogyi Péter, 2003: Gera Zoltán és Vass Ádám, 2002: Szűcs Lajos, Rékasi Csaba)
- A Matáv Sopron (ma: FC Sopron) akkori vezetése bejelentette, hogy Simon Tibor örökös tiszteletbeli vezetőedző lett, és utódai posztjuk megjelöléseként vezetőedző helyett az edző kifejezést használják majd.
- Halála után minden FTC-meccsen a 23. percben bemondják a nevét.
- Halálának 10. évfordulójára az FTC emlékfilmet készíttetett A legendás kettes címmel.[3]

## Statisztika

### Mérkőzései a válogatottban
| Magyarország | Magyarország         | Magyarország                           | Magyarország  | Magyarország | Magyarország | Magyarország | Magyarország | Magyarország |
| #            | Dátum                | Helyszín                               | Hazai         | Eredmény     | Vendég       | Kiírás       | Gólok        | Esemény      |
| ------------ | -------------------- | -------------------------------------- | ------------- | ------------ | ------------ | ------------ | ------------ | ------------ |
| 1.           | 1989. november 15.   | Sevilla, Ramón Sánchez Pizjuan Stadion | Spanyolország | 4 – 0        | Magyarország | vb-selejtező | -            |              |
| 2.           | 1990. szeptember 12. | London, Wembley Stadion                | Anglia        | 1 – 0        | Magyarország | barátságos   | -            | 69'          |
| 3.           | 1991. január 17.     | Chandrasekharah, Nair Stadion          | India         | 1 – 2        | Magyarország | Nehru-kupa   | -            |              |
| 4.           | 1991. december 4.    | León                                   | Mexikó        | 3 – 0        | Magyarország | barátságos   | -            |              |
| 5.           | 1991. december 8.    | San Salvador                           | Salvador      | 1 – 1        | Magyarország | barátságos   | -            |              |
| 6.           | 1992. március 25.    | Budapest, Népstadion                   | Magyarország  | 2 – 1        | Ausztria     | barátságos   | -            |              |
| 7.           | 1992. április 29.    | Ungvár                                 | Ukrajna       | 1 – 3        | Magyarország | barátságos   | -            |              |
| 8.           | 1992. május 12.      | Budapest, Népstadion                   | Magyarország  | 0 – 1        | Anglia       | barátságos   | -            |              |
| 9.           | 1992. május 27.      | Stockholm, Råsunda Stadion             | Svédország    | 2 – 1        | Magyarország | barátságos   | -            |              |
| 10.          | 1992. június 3.      | Budapest, Népstadion                   | Magyarország  | 1 – 2        | Izland       | vb-selejtező | -            |              |
| 11.          | 1992. október 11.    | Doha                                   | Katar         | 1 – 4        | Magyarország | barátságos   | -            |              |
| 12.          | 1992. október 13.    | Doha                                   | Katar         | 1 – 1        | Magyarország | barátságos   | -            |              |
| 13.          | 1993. június 16.     | Reykjavík, Laugardalsvöllur            | Izland        | 2 – 0        | Magyarország | vb-selejtező | -            |              |
| 14.          | 1994. április 20.    | Koppenhága                             | Dánia         | 3 – 1        | Magyarország | barátságos   | -            | 46'          |
| 15.          | 1994. december 14.   | Mexikóváros, Azték-stadion             | Mexikó        | 5 – 1        | Magyarország | barátságos   | -            |              |
| 16.          | 1995. október 11.    | Zürich                                 | Svájc         | 3 – 0        | Magyarország | Eb-selejtező | -            | 24'          |
|              | Összesen             |                                        |               | 16           | mérkőzés     |              | 0            | gól          |

## Külső hivatkozások
- https://web.archive.org/web/20060502042742/http://www.ftc.hu/index.php?action=simi
- https://web.archive.org/web/20070703235155/http://gportal.hu/portal/simontibi/
- Simon Tibor síremléke a findagrave.com-on